# 하이스코어 걸

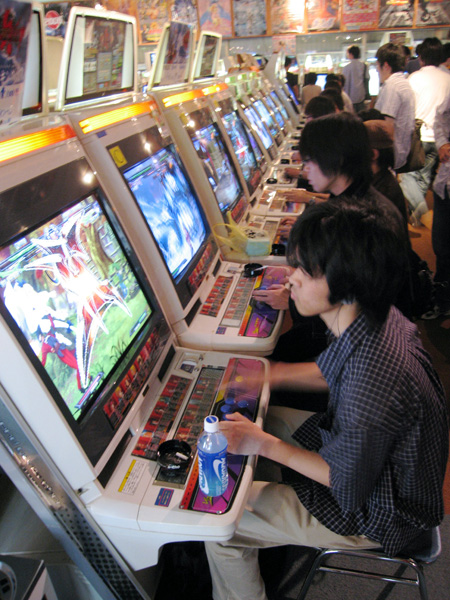

《하이스코어 걸》(ハイスコアガール)은 일본의 만화이다. 작가는 오시키리 렌스케. 스퀘어 에닉스의 《증간 영 간간》 2010년 VOL.11과 《증간 영 간간》에서 2011년 VOL.1에서 VOL.3까지 연재, 동지가 월간화하여 지명을 《월간 빅 간간》으로 바꾼 후 계속해 동지에서 2018년 VOL.10까지 연재하였다.
저작권침해문제·형사고소사건으로 인하여 2014년 VOL.9 이후부터는 휴재중이었으나 SNK플레이모어(당시)와의 화해 성립에 따라 2016년 VOL.8부터 연재가 재개되었으며, 이에 맞추어 단행본 제6권과 기간 5책분의 가필수정판인 《하이스코어 걸 CONTINUE》가 전5권으로 발매되었다.
2012년 브로스 코믹 어워드 대상을 수상. 2013년판 《이 만화가 대단하다!》 남성편에서 2위를 획득. 2018년에서 2019년에 걸쳐 아니메가 제작되었다.
《하이스코어 걸》 완결 후 원작자 오시키리가 "하이스코어 걸은 계속된다!"고 명언하며, 속편을 넌지시 귀띔하였으며, 스핀오프가 되는 《하이스코어 걸 DASH》의 연재개시가 공지되었다. 《월간 빅 간간》 2020년 Vol.1년부터 연재가 개시되었다. 단행본 제1권 발매기념 PV가 공개되었다.